# ノルウェー郷土防衛隊

ノルウェー郷土防衛隊の紋章

ノルウェー郷土防衛隊（ノルウェーきょうどぼうえいたい、英: Norwegian Home Guard、ノルウェー語: Heimevernet,HV）は、ノルウェーの軍隊の1つ。

## 概要
郷土防衛やインフラ防衛、文民支援などを主任務とする。
第二次世界大戦時にノルウェーがドイツに占領された反省から、1946年12月6日に創設された。陸・海・空の3部門があり、うち陸上部隊の規模が最も大きなものとなっている。平時の常備要員は600名ほどしかいないが、有事においては約83,000名の人員を動員できる。4管区11地区220エリアにより国土をカバーしており、12個の陸上即応部隊も組織されている。
2004年から組織改編を実施している。これは、人員を5万名に削減するとともに、訓練を強化し、専門性を高めるものである。テロ攻撃対処も見据えたこの改編により、部隊の即応能力を高め、本来は予備部隊である郷土防衛部隊を活用するケースが増えることになる。